# Aulonothroscus paraguayensis
Aulonothroscus paraguayensis là một loài bọ cánh cứng trong họ Throscidae. Loài này được Cobos miêu tả khoa học năm 1963.